# The Boss (албум Дајане Рос)
| Професионални рејтинг | Професионални рејтинг |
| Резултати             | Резултати             |
| Извор                 | Рејтинг               |
| --------------------- | --------------------- |
| AllMusic              | [ 1 ]                 |

The Boss је десети студијски албум америчке певачице Дајане Рос, који је објављен 23. мај 1979. за издавачку кућу Motown.

## Списак пјесама
Страна прва
1. No One Gets the Prize – 4:40
2. I Ain't Been Licked – 4:09
3. All for One – 4:20
4. The Boss – 3:52

Страна друга
1. Once in the Morning – 4:54
2. It's My House – 4:34
3. Sparkle – 5:23
4. I'm in the World – 4:04

## Позиције на листама
| Листа (1979)                       | Највиша позиција |
| ---------------------------------- | ---------------- |
| САД (Billboard 200)                | 14               |
| САД рнб/хип хоп албуми (Billboard) | 10               |

## Сертификације и продаја
| Држава     | Сертификација | Продаја |
| ---------- | ------------- | ------- |
| САД (RIAA) | Златан        | 500.000 |